# 泊松过程

開始的泊松过程視覺化描述

Poisson過程（Poisson process，也譯為布瓦松過程、布阿松過程、波以松過程、卜氏過程等），是以法國數學家（1781 - 1840）的名字命名的。卜瓦松過程是隨機過程的一種，是以事件的發生時間來定義的。
這個過程本身是在幾種情況下，包括放射性衰變、電話通話到達率和精算學的實驗中，被獨立地重複發現的。

我們說一個 隨機過程 {\displaystyle N(t)}是一個時間齊次的一維卜瓦松過程，如果它滿足以下條件：
- 在兩個互斥（不重疊）的區間內所發生的事件的數目是互相獨立的隨機變量。

- 在區間{\displaystyle [t,t+\tau ]}內發生的事件的數目的機率分佈為：

{\displaystyle P[(N(t+\tau )-N(t))=k]={\frac {e^{-\lambda \tau }(\lambda \tau )^{k}}{k!}}\qquad k=0,1,\ldots }
其中λ是一個正數，是固定的參數，通常稱為抵達率（arrival rate）或強度（intensity）。所以，如果給定時間區間{\displaystyle [t,t+\tau ]}，則時間區間之中事件發生的數目隨機變數{\displaystyle N(t+\tau )-N(t)}呈現泊松分布，其參數為{\displaystyle \lambda \tau }。
更一般地來說，一個泊松過程是在每個有界的時間區間或在某個空間（例如：一個歐幾里得平面或三維的歐幾里得空間）中的每一個有界的區域，賦予一個隨機的事件數，使得
- 在一個時間區間或空間區域內的事件數，和另一個互斥（不重疊）的時間區間或空間區域內的事件數，這兩個隨機變數是獨立的。

- 在每一個時間區間或空間區域內的事件數是一個隨機變數，遵循泊松分布。（技術上而言，更精確地來說，每一個具有有限測度的集合，都被賦予一個泊松分布的隨機變數。）

卜瓦松過程是莱维过程（Lévy process）中最有名的過程之一。時間齊次的卜瓦松過程也是時間齊次的連續時間Markov過程的例子。一個時間齊次、一維的卜瓦松過程是一個純出生過程，是一個出生-死亡過程的最簡單例子。

## 性质
考虑一个泊松过程，我们将第一个事件到达的时间记为{\displaystyle T_{1}}。此外，对于{\displaystyle n>1}，以{\displaystyle T_{n}}记在第{\displaystyle n-1}个事件与第{\displaystyle n}个事件之间用去的时间。序列{\displaystyle \{T_{n},n=1,2,...\}}称为到达间隔时间列。
- {\displaystyle T_{n}(n=1,2,...)}是独立同分布的指数随机变量，具有均值{\displaystyle {\frac {1}{\lambda }}}。